# Islands politik
Denne artikel omhandler Islands politik.

## Historisk baggrund
Den 17. juni 1944 proklameredes Republikken Island på Þingvellir-sletten, den hidtidige rigsforstander Sveinn Björnsson blev valgt til landets første præsident og erklærede Island for fuldt uafhængigt af Danmark, som landet hidtil havde været i personalunion med siden 1918 som Kongeriget Island. Hermed indledtes en ny æra i islandsk politik.

## Præsident, parlament og regering
Præsidenten vælges ved direkte valg for en periode af fire år. Den nuværende præsident – Islands sjette – er historikeren Guðni Thorlacius Jóhannesson, der valgtes i 2016. Grundloven giver præsidenten meget betydelige magtbeføjelser, men i praksis har der udviklet sig en tradition for at præsidentembedet er overvejende repræsentativt, dog spiller præsidenten en betydelig rolle ved regeringsforhandlinger, og kan sende love til folkeafstemning (ved at nægte at underskrive dem), hvilket er sket et par gange.
Altinget har 63 medlemmer valgt ved forholdstalsvalg for en periode af fire år i seks valgkredse ved hjælp af et system, der underepræsenterer hovedstadsområdet, hvor over 70 % af den islandske befolkning bor. Spærregrænsen er på 5 %. I øjeblikket er otte partier repræsenteret i Altinget, hvilket er ny rekord.
Præsidenten kan på et hvilket som helst tidspunkt opløse tinget og udskrive nyvalg, i praksis vil han dog under normale omstændigheder kun gøre dette på statsministerens opfordring.
Islands nuværende regering er en bred flertalsregering hen over midten, bestående af det socialistiske Venstrepartiet - De Grønne, og landets to traditionelle borgerlige "magtpartier" (valdsflokkur) Selvstændighedspartiet og Fremskridtspartiet, der har siddet i de fleste islandske regeringer siden deres dannelse i hhv. 1929 og 1916, med Venstrepartiet - De Grønnes formand Katrín Jakobsdóttir som statsminister.
De tre partier er alle imod EU-medlemskab og er enige om at opretholde en protektionistisk fiskeri- og landbrugspolitik og en selvstændig islandsk valuta. Regeringserklæringen fokuserede på at bruge indtægterne fra det islandske turistboom til at forbedre sundhedsvæsenet og modernisere infrastrukturen og uddannelsessektoren, men indeholdt også grønne tiltag som f.eks. omstilling til en CO2-neutral økonomi.

## Islands partisystem
Islandsk politik er struktureret langs to akser; den almindelige socioøkonomiske højre-venstre akse og en anden, som islændingene kalder den konservativt-liberale, idet disse begreber bruges på en lidt anden måde en sædvanlig.

### Venstre-højre skalaen
Fra venstre mod højre:
- Venstrepartiet - De Grønne (socialistisk parti med mere kollektivt ejerskab af virksomheder og skatteforhøjelser på programmet)
- Folkets Parti (nyt venstrepopulistisk parti med omfattende velfærdsforbedringer på programmet)
- Alliancen (socialdemokratisk parti)
- Fremskridtspartiet (det gamle bondeparti, der støtter en ret høj offentlig velfærd)
- Reform (socialliberalt parti, der er dannet af Selvstændighedspartiets liberale venstrefløj)
- Centerpartiet (udbryderparti fra Fremskridtspartiets højrefløj dannet af tidligere statsminister Sigmundur Davíð Gunnlaugsson)
- Selvstændighedspartiet (Island traditionelt regeringsbærende konservative parti)

Det islandske Piratparti indeholder både meget venstreorienterede og markedsliberale elementer, men dets officielle linje er socialliberal, og det samarbejder tæt med venstrefløjen.

### Den konservativt-liberale skillelinje
Udover højre-venstre opdelingen er islandsk politik opdelt i det islændingene kalder "konservative" og "liberale" partier. Denne skillelinje handler om, i hvor høj grad Islands samfundsmæssige grundstruktur med et beskyttet og stærkt reguleret landbrug og fiskerierhverv, samt selvstændig valuta og løs tilknytning til EU skal bevares, eller om landet skal gå med i EU, udskifte den islandske krone med euroen og liberalisere økonomien. Elementer som bevarelse af statskirken og alkoholmonopolet følger som regel også denne skillelinje.
Det er vigtigt for de "konservative" partier at værne om islandsk suverænitet og at holde hele landet befolket, de ønsker derfor at modvirke befolkningskoncentrationen i hovedstadsområdet og sikre infrastruktur, velfærd og erhvervsgrundlag i landdistrikter og småbyer.
De "liberale" partier ønsker liberalisering af økonomien med ophævelse af offentlige monopoler og støtteordninger, et auktionsbaseret fiskekvote-system, EU-medlmskab, indførelse af euroen for at modvirke vautausikkerhed, og øget indvandring; ligesom de anser urbanisering og befolkningskoncentration for en naturlig udvikling, som staten ikke skal forsøge at forhindre.
De konservative partier ønsker at bevare den nuværende grundlov, mens de liberale vil have implementeret det borgervalgte forfatningsråds grundlovsforslag med øget demokratisering og offentlig kontrol over naturressourcer. Her er Venstrepartiet - De Grønne dog mere positive over for grundlovsændringer end de borgerlige "konservative" partier.
Liberale partier:
- Reform
- Piratpartiet
- Alliancen (lidt mere moderat mht. økonomisk liberalisering end de to andre)

Overvejende konservative partier:
- Venstrepartiet - De Grønne (særlig uden for Reykjavík)
- Selvstændighedspartiet (der dog ønsker liberalisering af visse dele af økonomien)

Stærkt konservative partier:
- Fremskridtspartiet
- Centerpartiet
- Folkets Parti

### Øvrige skillelinjer
Derudover spiller holdningen til miljøpolitik og udnyttelsen af landets naturressourcer (særlig geotermisk energi, vandkraft og fisk) en stor rolle. Her går et skel mellem "grønne" partier og mere økonomiske orienterede, men denne følger nogenlunde højre-venstre skalaen, bortset fra, at Reform er på den "grønne" side.
Holdningen til indvandrerpolitikken følger nogenlunde den liberalt-konservative skillelinje bortset fra, at Venstrepartiet-De Grønne er på den indvandringsvenlige "liberale" side.
Som man kan se, er den nuværende regering ikke nær så ulogisk, som den umiddelbart kan se ud, da den grundlæggende er en koalition af de vigtigste "konservative" partier mod de liberale, med udelukkelse af de to nye og mere populistisk orienterede "konservative" partier. Samtidig indbefatter den tre af de fire gamle partier, der traditionelt har været regeringsbærende (Alliancen og Venstrepartiet - De Grønne er regnet som "gamle", da de ses som arvtagere til hhv. Islands Socialdemokratiske Parti og Folkealliancen), dette var af mange anset for vigtigt for at bryde den politiske ustabilitet, der har præget Island siden finanskrisen og bankernes sammenbrud i 2008.

## Forholdet til EU
Island er medlem af EFTA og siden 1994 af EØS ligesom Norge og Liechtenstein). Med medlemskabet af EØS har man alle de økonomiske fordele, som et medlemskab af EU vil indebære uden dog at have nogen direkte indflydelse på EU’s politik. Landet har suspenderet sin medlemsansøgning til EU på ubestemt tid, men ikke formelt tilbagekaldt den. EU-spørgsmålet er det mest kontroversielle politiske spørgsmål i Island, og befolkningen er dybt splittet med stærke følelser på begge sider.

## Sikkerhedspolitik
Islands er medlem af NATO og har en forsvarsaftale fra 1951 med USA. Island har ikke selv noget militært forsvar, men en beskeden kystbevogtning, der hører under justitsministeriet. I 2006 trak USA alle sine militære enheder hjem og lukkede basen med udgangen af september måned, men forsvarsaftalen af 1951 er stadig gældende.

## Galleri
- Þingvellir
- Altinget